# 로빈훗 (뮤지컬)
로빈 훗(Robin Hood)은 독일 뮤지컬 <로빈훗 Robin Hood de musical(부제: 사랑과 정의를 위하여)>를 원작으로 하고 있는 뮤지컬로, 의적 로빈 후드를 주인공으로 한 중세 영국 설화를 바탕으로 한다. "우리의 혁명은 숲에서 시작된다"라는 홍보문구처럼 십자군 전쟁이 한창인 12세기의 셔우드 숲과 왕궁을 배경으로 정의를 실현하려는 로빈훗과 진정한 왕의 재목으로 성장하는 필립 왕세자가 함께 이루는 혁명을 내용으로 담고 있으며, 영웅담임과 동시에 현실에 대한 풍자극이다.
원작은 2005년 12월 독일 브레멘뮤지컬극장에서 초연을 올렸고, 마틴 돕커(Martin Doepke)가 음악을, 한스 홀츠베커(Hans Holzbecher)가 대본과 연출을 맡았다. 대한민국에서는 엠뮤지컬컴퍼니가 제작을 맡았으며 왕용범 연출과 이성준 음악감독이 이끄는 국내 제작진에 의해 재창작 과정을 거쳐 2015년 1월 23일 디큐브아트센터에서 국내 초연되었다. 9주간의 공연 후 4월 19일부터 5월 25일까지는 성남아트센터에서 연장 공연을 했다. 3회에 걸친 매 티켓 오픈마다 주요 예매처의 공연 예매 랭킹 1위를 석권하는 등 인기를 얻었다.

## 원작과의 차이
주인공 로빈 훗은 영국 설화의 유쾌하고 재기발랄한 로빈 후드가 아니다. 로빈훗의 로빈 록슬리는, 녹색 옷을 입고 성직자와 귀족을 조롱하면서도 리처드에게 충성을 맹세했던 원작의 로빈 후드와 다른 성격으로 등장한다. 한편 원작 뮤지컬과의 차이도 있는데, 독일 뮤지컬의 라이선스 공연이지만 상당 부분을 수정한, 사실상 새로운 작품에 가깝다. 줄거리는 재창작 수준으로 다시 썼고 새로운 곡도 추가되었다고 제작진은 밝혔다.

## 등장인물
- 로빈훗 - 리처드왕을 모시는 충직한 기사였으나 반역의 누명을 쓰고 셔우드 숲으로 들어가 의적의 우두머리가 된 남자.
- 필립 - 리처드왕의 철없는 아들. 셔우드 숲에서 비로소 세상에 눈뜨고 세상을 바로잡는 왕이 되고자 하는 왕세자.
- 길버트 - 로빈훗의 친구였으나, 권력에 대한 야망으로 그를 배신하는 야심가.
- 마리안 - 로빈훗의 옛 연인으로, 사랑보다 권력을 택하지만 그로인해 고통받는 여인.
- 존 - 리처드왕의 동생으로, 왕위 찬탈에 눈이 멀어 주위의 간신들에게 휘둘리는 폭군.
- 조이 - 셔우드 숲에서 로빈훗을 도와 싸우는, 소년같은 외모의 당찬 여인.
- 그레고리 - 필립 왕세자의 오랜 스승이자, 그의 곁을 지키는 충직한 신하.

## 줄거리

### 1막
로빈 록슬리는 연인 마리안에게 꼭 승리해서 돌아오겠다는 약속을 한 뒤 친구 길버트와 함께 전쟁터로 떠난다. 전투를 하던 중 길버트는 사자왕 리처드를 살해하고 로빈에게 모든 것을 뒤집어 씌워 왕을 살해한 반역죄인으로 몰리게 한다. 로빈은 리처드왕의 왕관을 들고 가족이 있는 곳으로 도망을 왔으나 이미 부모님과 동생은 교수형에 처해진 후였다.
길버트는 노팅엄의 영주가 되어 호화로운 삶을 살게 되고 로빈은 지하 감옥에 갇히지만 마리안이 등장하여 로빈을 감옥에서 꺼내준다. 그러나 마리안은 이미 성공을 위해 길버트와 결혼했으며 이것이 자신이 해줄 수 있는 마지막이라며 로빈을 떠난다. 

로빈은 감옥을 벗어나 셔우드 숲으로 들어가 도적떼와 만나 로빈훗이라는 이름을 얻게 된다. 도적떼들과 함께 로빈훗은 셔우드 숲을 통과하는 세금마차를 털어 마을사람들에게 나누어주는 등의 일을 하며 지낸다. 그러던 중 프랑스에 있던 필립 왕세자는 왕위 계승을 위해 신하 그레고리와 함께 런던으로 와야하는 상황에서 혹시 모를 위험을 피하기 위해 셔우드 숲을 통한 지름길을 택하게 된다. 왕이 되기 싫다는 필립은 숲에서 로빈훗을 만나 진정한 왕이 되기 위해 변화하기 시작한다.

### 2막
길버트와 모의하여 왕이 되려던 존은 협박을 받으며 길버트의 지시에 따르게 된다. 길버트는 마리안에게 로빈훗을 함정에 빠뜨리라는 부탁을 하고 마리안은 로빈훗을 만나러 간다. 한편 리처드왕은 살아 있었고 마리안은 이것을 이용해 로빈훗 일당을 함정에 빠뜨린다. 길버트는 필립에게 프랑스로 돌아가지 않으면 영국에 반역을 저질렀다는 명목으로 교수형에 처하겠다고 협상을 요구하지만 결국 백성을 위한 올바른 왕이 되고자 했던 필립은 영국에 남기로 한다. 교수형대 앞에 선 필립과 조이, 터그는 자신들을 구하러 온 로빈훗 일당에 도움으로 풀려나게 되고 이 과정에서 길버트 일당과 싸우던 조이는 죽음을 맞이하게 된다. 

결국 필립은 영국의 왕이 되고 길버트는 벌을 받는다. 마리안은 자신의 불행함에 좌절하고 이 모습을 본 로빈훗은 절망을 느낀다. 오랜 시간이 흐르고 평화롭던 일상을 살던 로빈훗에게 수녀로 위장한 마리안이 나타나 약을 건넨다. 약에 담긴 독을 모르고 마신 로빈훗은 죽어가지만 잡힌 마리안을 그냥 놓아주기를 원했다. 마지막으로 로빈훗을 화살을 쏘고 그 자리에 자신을 묻어달라고 한다. 필립 왕의 부축을 받아 일어난 로빈훗이 우리가 처음 만났을 때가 생각난다고 하자 1막의 마지막 장면으로 다시 돌아와 함께 노래를 부르며 뮤지컬은 끝이 난다.

## 스태프

### 원작
- 극본/프로듀서 Andrea Friedrichs
- 극본 : Hans Holzbecher
- 작사 : Elke Schlimbach, Grant Stevens
- 작곡 : Hummie Mann, Martin Doepke

### 한국판
- 프로듀서 : 김선미
- 연출 : 왕용범
- 음악감독 : 이성준
- 안무 : 서병구
- 무대디자인 : 서숙진
- 조명디자인 : 민경수
- 음향디자인 : 권도경

## 캐스트

### 캐스트 (디큐브 아트센터)
- 로빈훗 역 - 유준상, 이건명, 엄기준
- 필립 역 - 박성환, 규현, 양요섭
- 길버트 역 - 조순창, 박진우
- 마리안 역 - 서지영, 김아선
- 존 역 - 서영주
- 조이 역 - 김여진, 다나
- 그레고리 역 - 홍경수

### 캐스트 (성남아트센터)
- 로빈훗 역 - 유준상, 이건명, 엄기준
- 필립 역 - 박성환, 규현
- 길버트 역 - 조순창, 박진우
- 마리안 역 - 서지영, 김아선
- 존 역 - 서영주
- 조이 역 - 김여진, 다나
- 그레고리 역 - 홍경수

## 곡 목록

### 1막 곡들
1. 이별
2. 사자왕
3. 왕관의 저주
4. 왕의 비밀
5. 왕관의 저주 Reprise
6. 운명의 장난
7. 폭풍이 다가온다
8. 왕이 되기 싫어
9. 이치이치 차차
10. 그 남자
11. 전투
12. 새로운 태양

### 2막 곡들
1. 대관식
2. 작전
3. 그것만이
4. 귀가 아파
5. 내가 사는 방법
6. 여자의 인생
7. 함정
8. 변명
9. 대관식 Reprise
10. 왕관의 저주 Reprise
11. 바람은 기억할까
12. 새로운 태양 Reprise
13. 폭풍이 다가온다 Reprise

## 공연일정

### 서울 공연
- 2015년 1월 23일 ~ 2015년 3월 29일 (디큐브아트센터)
- 공연시간: 평일(월요일 제외) 4시, 8시 / 주말, 공휴일 3시, 7시

### 성남 공연
- 2015년 4월 19일 ~ 2015년 5월 25일 (성남아트센터 오페라하우스)
- 공연시간: 평일(월요일 제외) 4시, 8시 / 주말, 공휴일 3시, 7시